# Gornja Slatina (Ribnik)
Gornja Slatina (szerbül: Горња Слатина) falu Bosznia-Hercegovinában, a Szerb Köztársaságban, Ribnik községben. 

## Fekvése
Bosznia-Hercegovina nyugati részén, Banja Lukától légvonalban 51, közúton 83 km-re délnyugatra, községközpontjától légvonalban 7, közúton 10 km-re délkeletre, a Dimitor-hegység területén fekszik. Gornja Slatina falu nagyrészt erdők között található. Bővelkedik nagy legelőkben, forrásokban és patakokban.

## Népessége
| Nemzetiségi csoport | Népesség 1991 | Népesség 2013 |
| ------------------- | ------------- | ------------- |
| Szerb               | 245           | 104           |
| Bosnyák             | 0             | 0             |
| Horvát              | 0             | 0             |
| Jugoszláv           | 3             | 0             |
| Egyéb               | 1             | 0             |
| Összesen            | 249           | 104           |

## Története
A falu nevét a „slatina” szóból kapta, ami etimológiailag azt jelenti, hogy olyan föld, ahol sós, vagy savanyúvíz forrása vagy folyása található. Vuk Karadžić szerint sok falu így kapta a slatina nevet. Mivel a Slatina falu talaja helyenként sókat is tartalmaz, és ásványforrások is vannak itt, a hely minden bizonnyal erről kapta a nevét. A terület növényzetben gazdag. Bővelkedik lombos erdőkben, ahol a legjellemzőbb fa a tölgy, a gyertyán és a bükk, ritkábban pedig a szil, a kőris, a tiszafa, a mogyoró, a juhar, az akác, a fűz, a nyár, a galagonya és a tövis. Emellett a falu egyes részein tűlevelű kultúrák, elsősorban fenyő találhatók.
A falu területe 1878-ig tartozott az Oszmán Birodalomhoz, majd az Osztrák-Magyar Monarchia része lett. 1879-ben az első osztrák-magyar népszámlálás során a településnek 34 háza és 258 ortodox lakosa volt. 1910-ben a településnek 46 háza és 347 ortodox szerb és egy muszlim lakosa volt. A monarchia szétesésével 1918-ben előbb a Szerb-Horvát-Szlovén Királyság, majd 1929-től a Jugoszláv Királyság része. A Jugoszláv Királyságban a falu a Vrbaska banovina része volt. 1921-ben 53 házat és 319 lakost számláltak. Jugoszlávia megszállása után a falu a Független Horvát Állam (NDH) része, majd 1945-től a falu a szocialista Jugoszlávia része volt. 
1965-ben az akkori Bosznia-Hercegovinai Köztársaság racionalizálása miatt Ribnik község területét Sanicával együtt Ključ községhez csatolták. A település 1995 szeptemberéig a boszniai szerb katonai egységek ellenőrzése alatt állt. A boszniai háborút lezáró daytoni békeszerződés rendelkezése alapján az ország területét felosztották a Bosznia-hercegovinai Föderáció és a boszniai Szerb Köztársaság között, ennek során a település a Boszniai Szerb Köztársasághoz és Ribnik községhez került.

## Oktatás
Gornja Slatina faluban egy regionális alsó tagozatos általános iskola van, amely Desanka Maksimović nevét viseli.

## Turizmus
Tekintettel arra, hogy a falu bővelkedik nagy kiterjedésű erdőkben, leginkább a turizmus egyik ága a vadászat képviselteti magát. A vadászturizmus működtetői Gornja Slatina vadászcsoportja és a ribniki „Ribnik” vadásztársaság. A Gornja Slatina felőli vadászterület két vadászházzal, valamint nagyobb számú vadlessel rendelkezik. A legelterjedtebb vadállatok a vaddisznó, az őz, a nyúl, a róka, és mostanában egy medve is megjelent a környéken.  Átfolyik a falu területén a Szana folyó is, amely pisztrángokban, pénzes pérben és dunai galócában gazdag, és mint ilyen, a víz és a horgászat szerelmeseinek paradicsoma.

## Nevezetességei
- Gornja Slatina és Okandži között magasan, a Szana folyó szurdokának jobb oldalán áll az ősi Prizren vagy Prizrenac várának romja. A Ključ és Mlinište felé jó kilátással rendelkező vár, ahogy a neve is mondja ellenőrzés alatt tartotta a környező vidéket. A várhoz a néphagyomány a „Fekete Királynő” legendáját köti. A hagyomány szerint a 15. század végén a nép által fekete királynőként ismert Kosana királynő Prizrenac és Crvenih stijene erődjeiből sikeresen állt ellen a túlerőben levő török hatalomnak. A vár elestének oka árulás volt. Kosana királynő látva, hogy a vár eleste után elkerülhetetlen a veresége, feloszlatta a sereget, és minden értéket egy hatalmas kőkádba zárt, amit varázsütésre bezárt és fekete kígyóvá változtatott, az erőd és a kincs őrzésére. A legenda szerint a fekete kígyó, ha rátalál egy tiszta szívű fiatalember, akinek még soha nem volt barátnője, megengedi neki, hogy Szent György napján megcsókolja, és ismét soha nem látott szépségű lány lesz, majd feleségül megy hozzá, és átadja neki az összes kincset.[7]

- A település Tukovi nevű részén a Szana folyó partján minden év augusztus 19-én hagyományos népgyűlést rendeznek, amelyre a környékről származó nagyszámú lakos gyűlik össze.

## Fordítás
- Ez a szócikk részben vagy egészben  a(z)   Горња Слатина (Рибник) című szerb Wikipédia-szócikk ezen változatának fordításán alapul.  Az eredeti cikk szerkesztőit annak laptörténete sorolja fel. Ez a jelzés csupán a megfogalmazás eredetét és a szerzői jogokat jelzi, nem szolgál a cikkben szereplő információk forrásmegjelöléseként.